# Парь
Парь — кадка в традиционной эрзянской культуре. Наиболее известной её разновидностью является «кадка для жизни» (эрз. эрямо парь), в которой девушка хранила своё приданое.
В кадушках хранили холст, женские рубахи, приспособления для ткачества и вышивки. Парь изготавливал отец или старший брат по рождению девочки, в Саранском уезде были отмечены покупки паря для невесты свёкром. У каждой девушки был свой парь, и до свадьбы в нём формировалось приданое, поэтому он назывался «парь для жизни» (эрз. эрямонь парь), иногда его именовали одирьвань парь («невестин парь»). Выходя замуж, девушка «умирала» для семьи, в которой родилась, и все что у неё есть для жизни находилось в этой кадке. По мнению Н. И. Аношкина, заведующего отделом эрзянской культуры Лукояновского краеведческого музея:

Эрзянская девушка, выходя замуж, должна была принести в этом сундуке всю одежду, которую будет носить до конца жизни: в доме мужа она носила в основном только то, что сшила до замужества. Поэтому парь не случайно делали из липы: это дерево не грызут мыши, оно не трескается. И значит, главное достояние невесты — её костюмы — сохранится долгие годы.

Эрзянский свадебный обряд длился до нескольких недель, и роль липовой долблёнки в ней имеет первостепенное место. Народную традицию изготовления ритуальных парей несло в прошлом только население эрзянского Поволжья, и даже в годы переселений многие крестьяне уезжали за тысячи километров в поисках плодородных земель, парь собирался в первую очередь.

## Конструкция кадки
Парь изготовляли из единого ствола липы, эрзяне это дерево считали «чистым». По высоте они имеют размер до метра. Ниже 80 см, называются уже парькой. По диаметру встречаются пари до 80 см при толщине стенок 1,5 — 2,5 см, традиционно самые встречаемые этнографами 40 — 70 см, при толщине стенок 1 — 4 см, — пари для предания («эрямонь парь»). Парь имеет крышку, который закрывает «замок».

## Украшение
Геометрические знаки, наносимые на пари имели не просто утилитарный смысл: знаки делились на женские и мужские. Резцом наносились, две параллельные линии, ряд за рядом, в верхней части параллельно друг другу и так несколько полос. Очень характерные для всех парей мотивы зигзаг (иногда называют ломаной змейкой), ёлочка (эрз. касмо), квадраты с диагональными делениями, внутри или угольники, простейшие линии, ромбы, треугольники, антропоморфные изображения духов покровителей, космических стихий. Учёные называют их письменами (эрз. сёрмат).
Из всей утвари, которая имелась в эрзянской семье, парь украшался максимально. Считалось, что с кадкой девушка забирала не только память о родном доме, но и все мысли о предстоящей не лёгкой участи женщины.

## Виды парей
- «парь для жизни» (эрз. эрямонь парь)
- парь для хранения муки и еды (эрз. парь почтонь ды ямксонь кирдеме)
- парь для теста (эрз. чапакс парь)
- парь для пахтанья масла (эрз. пивтень парь)
- парь пчелиный (эрз. нешке парь)

## Упоминание в литературе
- эрзянский эпос «Масторава» (берёзовый туесок Сураля был спрятан в парь)
- поэма «Литова»

## Фотогалерея

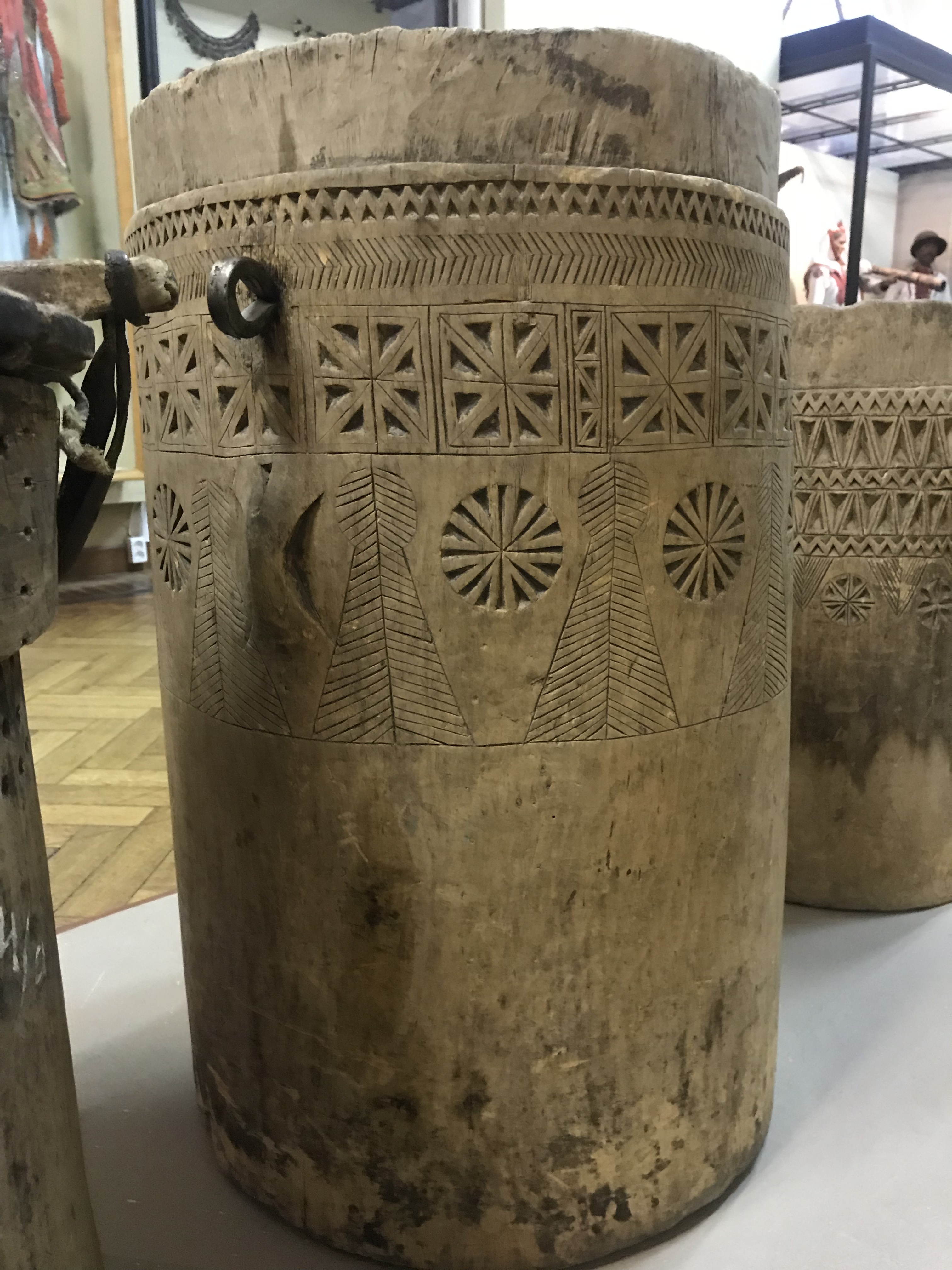
Эрзянь парь, украшенная резьбой.
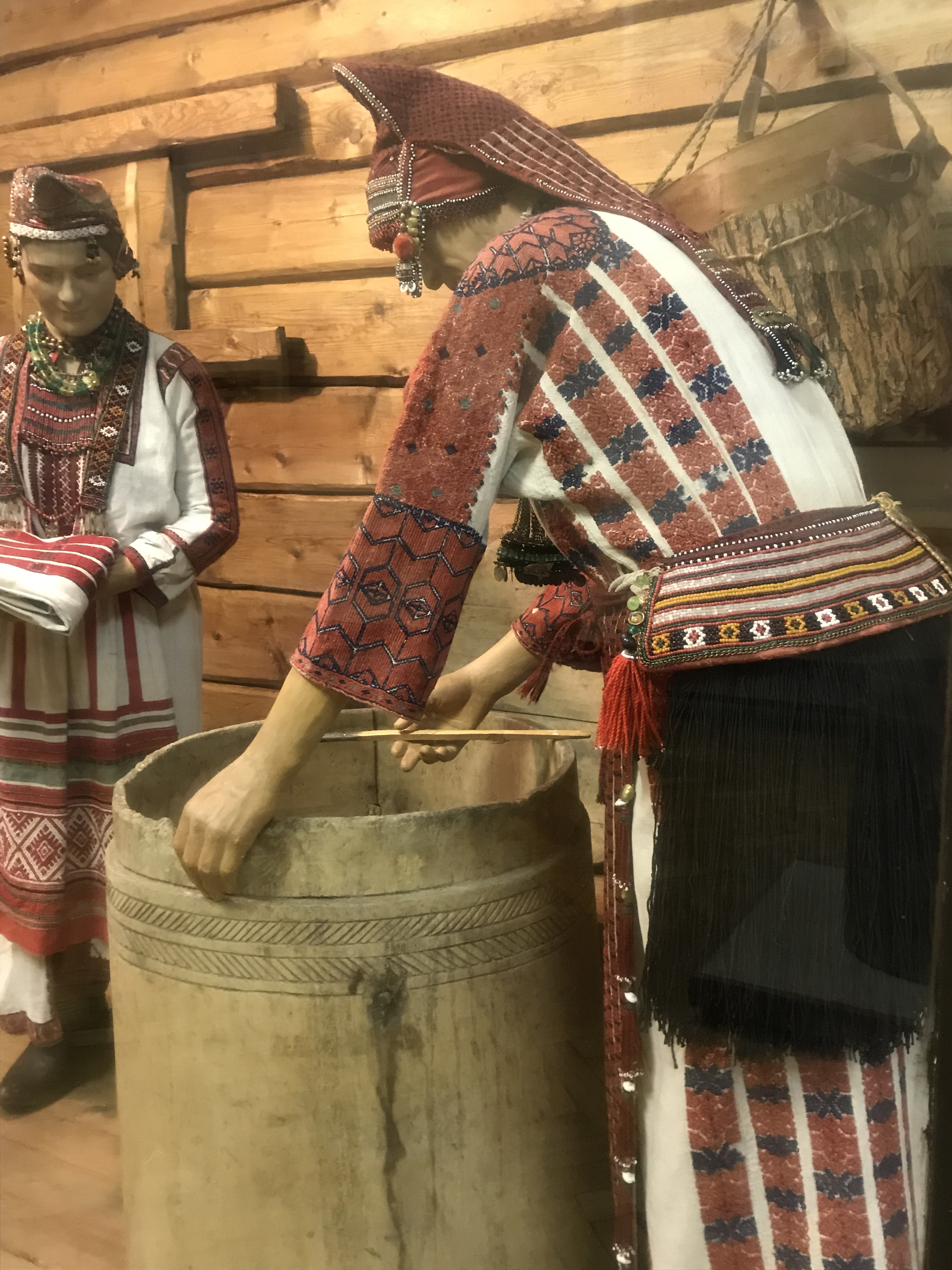
Сбор кадки (эрямо парь) для приданого эрянской девушки. Из коллекции Российского этнографического музея. конец XIX - начало XX вв.
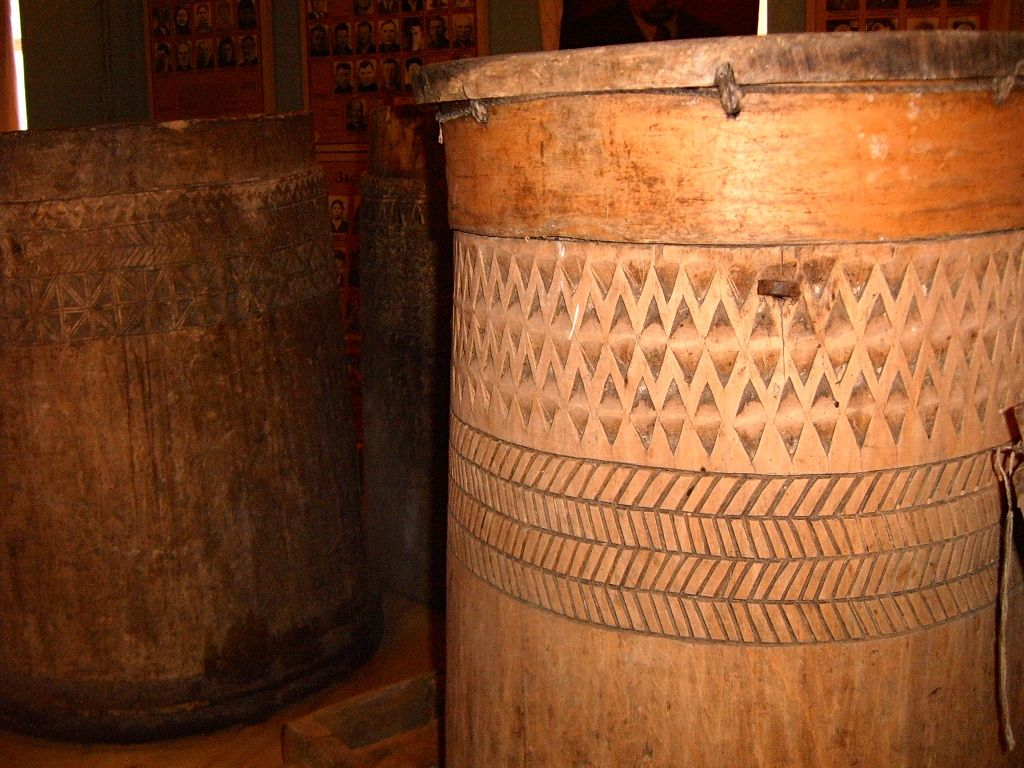
Эрзянские пари, которые собраны в Иванцевском сельском музее эрзянской культуры (Лукояновский район, Нижегородская область)
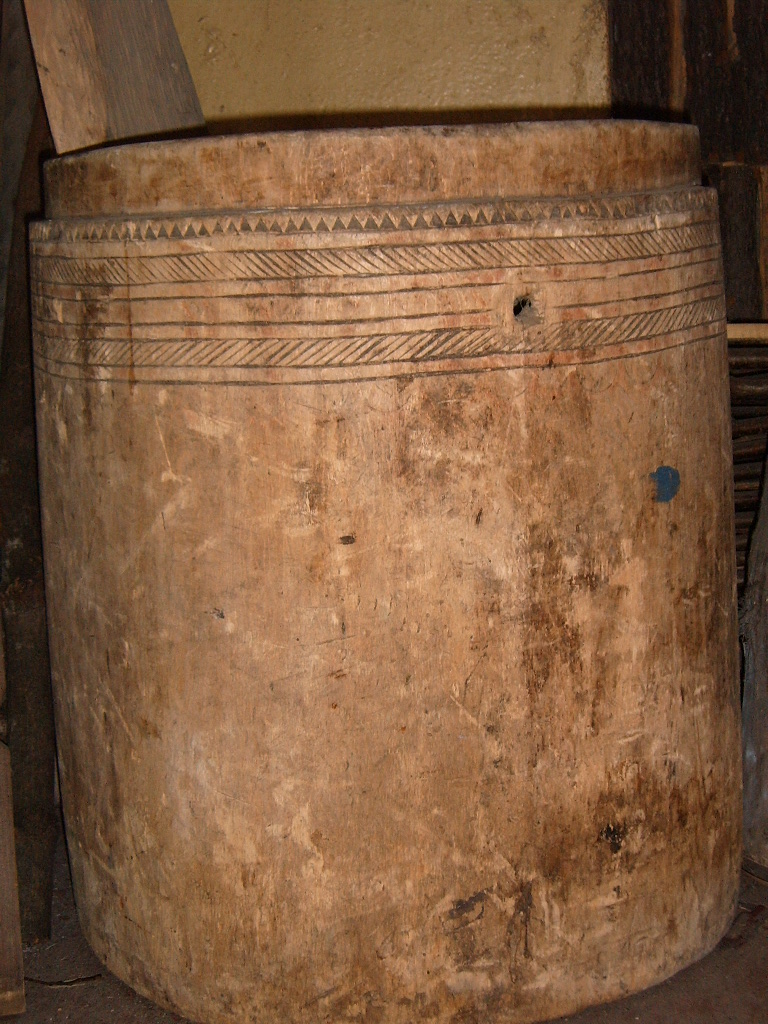
Эрзянь парь (эрзянская кадушка). Собрание Музея Этно-дом им Владимира Ромашкина (с. Подлесная Тавла, Кочкуровский район, Мордовия)
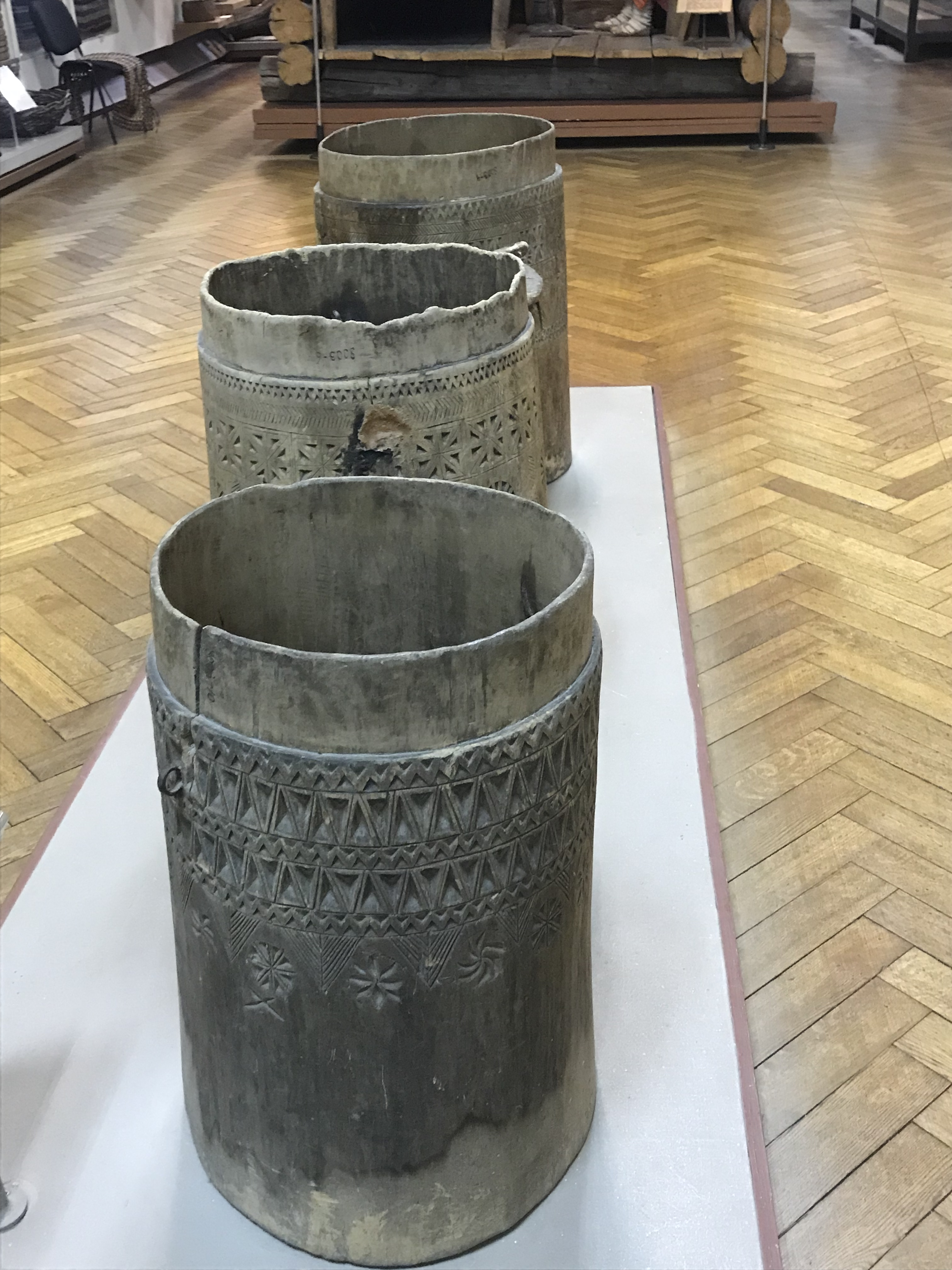
Кадка (эрямо парь) для приданого эрянской девушки. Из коллекции Российского этнографического музея. XIX - начало XX
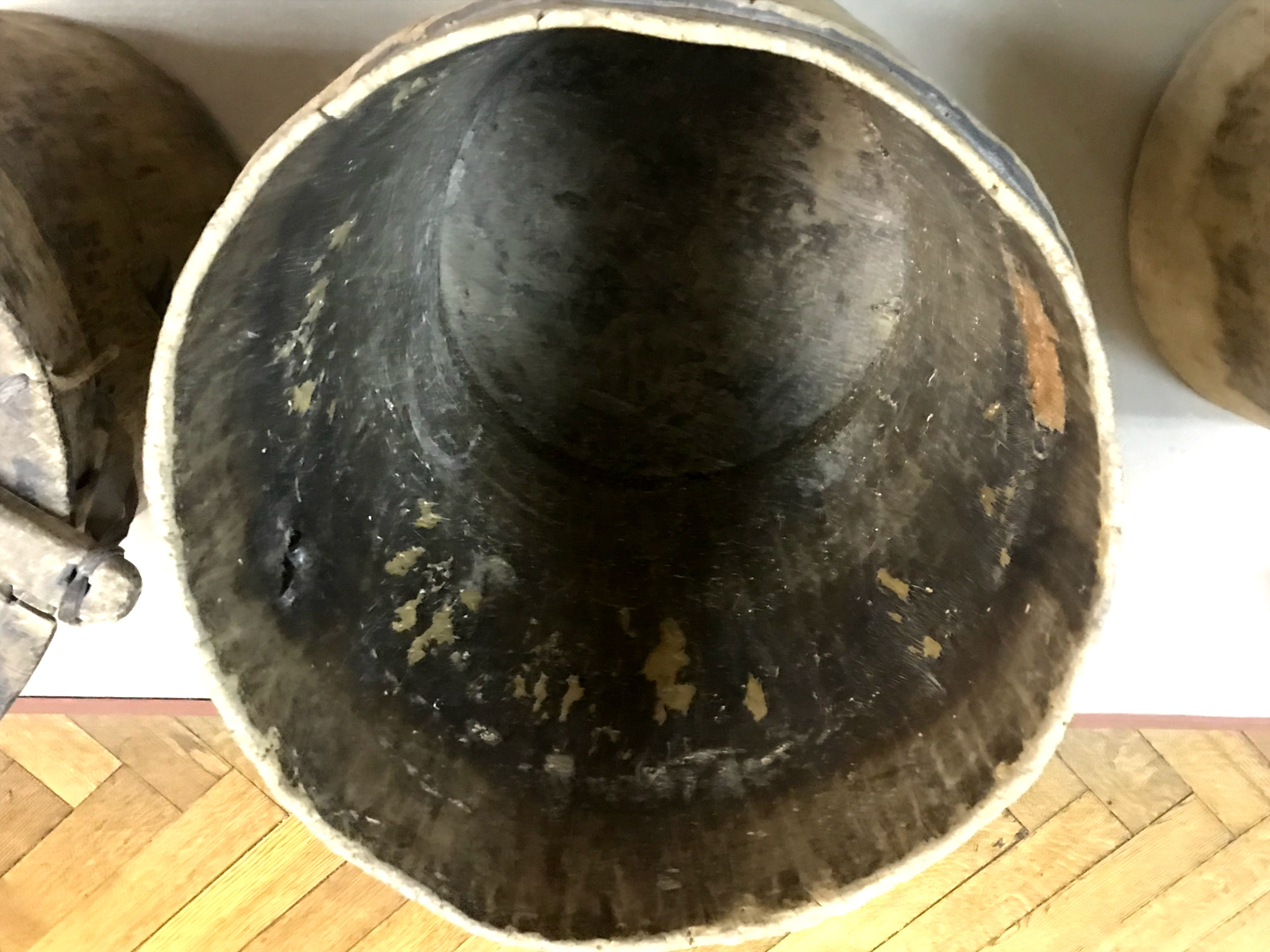
Вид сверху
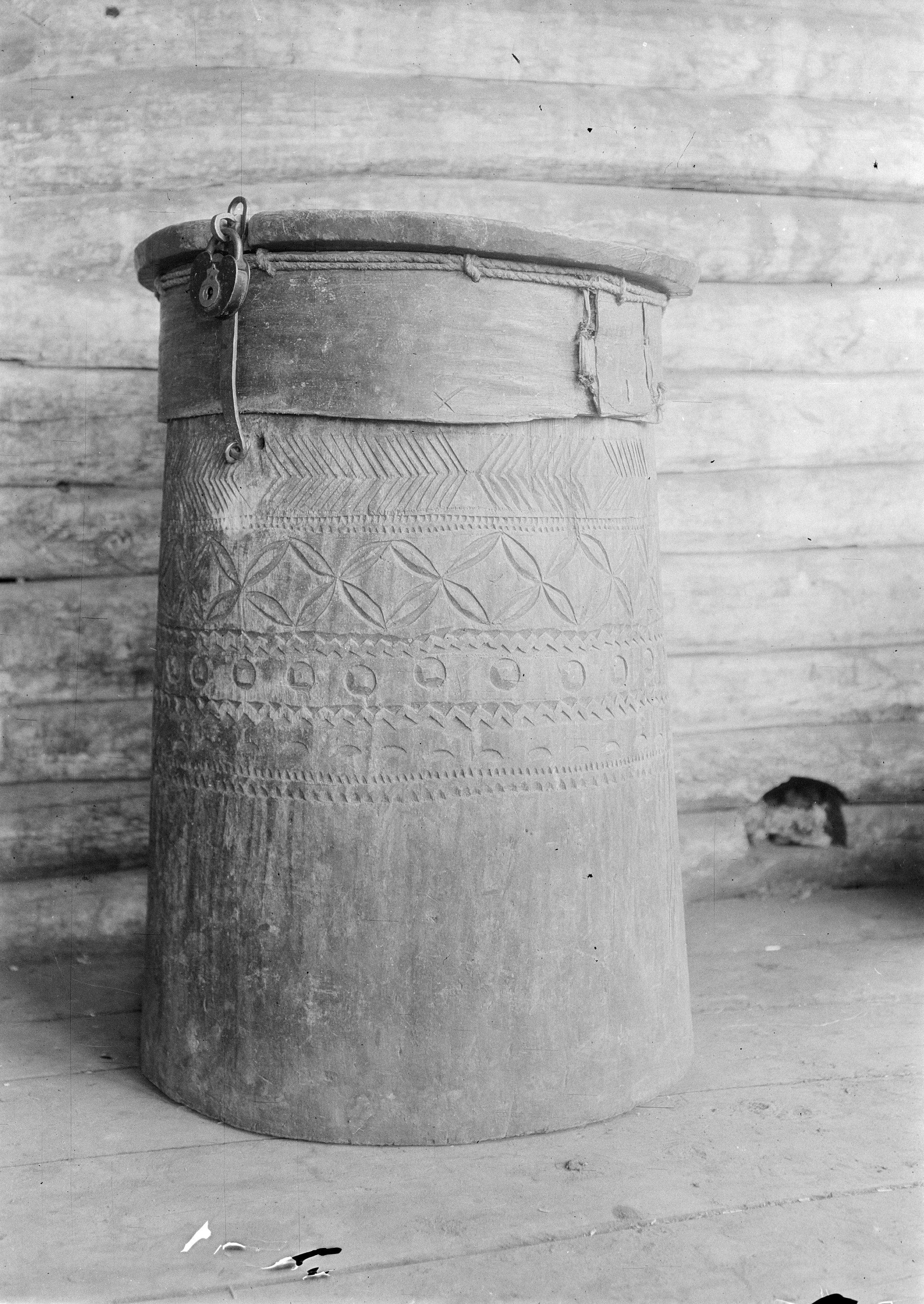
Кадка «парь». Место: Борискино, Бугульминский район, Самарская область (ныне Староборискино, Северный район Оренбургской области), Россия. Дата съемки: 1914. Автор: Вяйсянен А. О., Этно-экспедицичное исследование и поездка в Вяйсянен в 1914 году.